# Challenger de Francavilla al Mare 2018

El torneo Internazionali di Tennis d'Abruzzo 2018 fue un torneo profesional de tenis, perteneciente al ATP Challenger Series 2018. Se disputó su 2ª edición sobre tierra batida en Francavilla al Mare, Italia, entre el 23 y el 29 de abril de 2018. 
Tras ingresar como invitado, el local Gianluigi Quinzi ganó el primer título Challenger de su carrera tras superar en la final a Casper Ruud por 6-4, 6-1, en un duelo de ex número uno en juniors.  En dobles la pareja italiana de Julian Ocleppo y Andrea Vavassori superaron a Ariel Behar y Máximo González por doble 7-6.

## Jugadores participantes del cuadro de individuales
| Favorito | País                    | Jugador               | Rank1 | Posición en el torneo |
| -------- | ----------------------- | --------------------- | ----- | --------------------- |
| 1        | Bandera de Bélgica      | Ruben Bemelmans       | 108   | Primera ronda         |
| 2        | Bandera de Italia       | Stefano Travaglia     | 109   | Primera ronda         |
| 3        | Bandera de Portugal     | Gastão Elias          | 110   | Retiro                |
| 4        | Bandera de Italia       | Simone Bolelli        | 144   | Retiro                |
| 5        | Bandera del Reino Unido | Liam Broady           | 157   | Segunda ronda         |
| 6        | Bandera de Canadá       | Félix Auger-Aliassime | 175   | Segunda ronda         |
| 7        | Bandera de Croacia      | Viktor Galović        | 183   | Segunda ronda         |
| 8        | Bandera de Argentina    | Renzo Olivo           | 189   | Segunda ronda         |
| 9        | Bandera de Italia       | Salvatore Caruso      | 195   | Primera ronda         |

- 1 Se ha tomado en cuenta el ranking del 16 de abril de 2018.

### Otros participantes
Los siguientes jugadores recibieron una invitación (wild card), por lo tanto ingresan directamente al cuadro principal (WC):
- Filippo Baldi
- Gian Marco Moroni
- Andrea Pellegrino
- Gianluigi Quinzi

Los siguientes jugadores ingresaron al cuadro principal tras disputar el cuadro clasificatorio (Q):
- Joris De Loore
- Antoine Hoang
- Dimitar Kuzmanov
- Luca Vanni

Los siguientes jugadores ingresaron al cuadro principal como perdedores afortunados (LL):
- Elliot Benchetrit
- Kimmer Coppejans
- Matteo Viola
- Zhang Zhizhen

## Campeones

### Individual Masculino
- Gianluigi Quinzi derrotó en la final a  Casper Ruud por 6–4, 6-1

### Dobles Masculino
- Julian Ocleppo /  Andrea Vavassori derrotaron en la final a  Ariel Behar /  Máximo González, 7-6(5), 7-6(3)